# Matha (Charente-Maritime)
Matha település Franciaországban, Charente-Maritime megyében. Lakosainak száma 2202 fő (2022. január 1.). Matha Bagnizeau, Blanzac-lès-Matha, Courcerac, Haimps, Prignac, Sonnac, Thors és Les Touches-de-Périgny községekkel határos.

## Népesség
A település népességének változása:
| Lakosok száma | 2141 | 2300 | 2183 | 2107 | 2214 | 2175 | 2166 | 2160 | 2178 | 2202 |
|               | 1968 | 1982 | 1990 | 2006 | 2013 | 2015 | 2017 | 2019 | 2020 | 2022 |